# گورووو ایواوتسکیه
گورووو ایواوتسکیه (به لاتین: Górowo Iławeckie) یک منطقهٔ مسکونی در لهستان است که در شهرستان بارتوشتسه واقع شده‌است. گورووو ایواوتسکیه ۳٫۳۲ کیلومتر مربع مساحت و ۴٬۵۵۴ نفر جمعیت دارد.

## خواهرخوانده
شهر باگراتیئونوفسک خواهرخواندهٔ گورووو ایواوتسکیه هست.